# ファミコンリミックス
『ファミコンリミックス』（FAMICOM REMIX、欧米版タイトル NES Remix）は、欧米で2013年12月18日、日本では2013年12月19日に任天堂より配信されたWii U用ゲームソフト。
続編として『ファミコンリミックス2』が、日本では2014年4月24日、欧米では2014年4月25日に配信開始。日本では『2』配信と同日に第1作と『2』を同時収録したパッケージソフト『ファミコンリミックス1+2』も発売された。
その後、ニンテンドー3DS版の『ファミコンリミックス ベストチョイス』（欧米版タイトル Ultimate NES Remix ）が、ヨーロッパとオーストラリアで2014年11月7日、アメリカで2014年12月5日、日本では2015年8月27日に発売された。
その後の2024年7月18日には、本作のシステムを取り入れている『Nintendo World Championships ファミコン世界大会』が発売されている。

## 概要
任天堂のファミリーコンピュータ用ソフトの1シーンから選ばれた「お題」をクリアしていくゲーム。原作そのままから切り出されたシーンで指定されたお題をクリアしていく「ファミコン」ステージと、視界が悪くなったり、操作が限定されたりなど、原作ではあり得ない状況でのお題などが課されるアレンジを加えた「リミックス」ステージから構成されている。
お題の中には、時間制限やライフがあり、時間切れやライフがなくなるとゲームオーバーとなる。
『スーパーマリオブラザーズ』のコースを『リンクの冒険』のリンクや『星のカービィ 夢の泉の物語』のカービィでプレイしたり、『スーパーマリオブラザーズ3』のコースを『スーパーマリオUSA』のピーチでプレイしたり、『星のカービィ 夢の泉の物語』のボス戦「ウィスピーウッズ戦」で『スーパーマリオブラザーズ3』のテレサが登場したり、『星のカービィ 夢の泉の物語』のコースを『スーパーマリオUSA』のキノピオでプレイするなど、異なるゲームソフト同士のコラボレーションも多数実現している。
ステージをクリアすると成績に応じて「スター」と「BIT」を獲得できる。「スター」は各ステージ3つずつで、更に高得点だと虹色になる。「スター」が溜まると「リミックス」ステージが解放される。「BIT」が溜まるとMiiverse用の「ハンコ」が貰える。
第1作の『ファミコンリミックス』では、1983年から1986年にかけて発売されたファミコン用ソフト16作品をベースにしている。続編の『ファミコンリミックス2』は、1986年から1994年にかけて発売されたソフト12作品をベースにしている他、『スーパーマリオブラザーズ』の主人公を『スーパーマリオブラザーズ2』準拠の性能のルイージに変更し、ステージと進行方向を左右反転させたアレンジ版（全ステージを収録）である「スーパールイージブラザーズ (SUPER LUIGI BROS.)」を特別収録している。
『1』と『2』の2作連動機能として解禁される「チャンピオンシップモード」（NINTENDO WORLD CHAMPIONSHIPS REMIX）は、かつてアメリカ任天堂が開催した公式ゲーム大会用のソフト『Nintendo World Championships 1990』のプレイ形式を模した内容で、『1+2』では『スーパーマリオブラザーズ』、『スーパーマリオブラザーズ3』、『ドクターマリオ』の3本のソフトで指定されたお題の合計スコアをオンラインランキングで競う。
ニンテンドー3DS版『ファミコンリミックス ベストチョイス』では、Wii U版『1』と『2』から厳選したソフト16作品をベースにしている他、『スーパーマリオブラザーズ』の動作・BGMなど全てをそのまま高速化したアレンジ版（全ステージを収録）である「スピードマリオブラザーズ」（SPEED MARIO BROS.）を特別収録している。

## 開発
スタッフの大半は「任天堂ゲームセミナー」出身に構成されている。その中の1回目の受講生は任天堂出身、2回目は林田、3回目は渡辺で構成されている。
2012年頃、『スーパーマリオ3Dランド』の開発終了時に『スーパーマリオ3Dワールド』で元倉がマリオの遊びの部分を引き受け、林田は新たなコンセプトを探る中、「Miiverse」のハンコを見つけたほか「Wii Uでファミコンのゲームを動かす」コンセプトを発見した。『ゲームセンターCX』を視聴したことをきっかけに開発を開始、『マリオブラザーズ』のボーナスステージのコインを集めるだけの試作品をスタッフに遊んでもらうと社内で反響を呼び、宮本茂から「そらまあ、元のゲームがええからな」と認め、2013年に入り、『ニンテンドー3DSガイド ルーヴル美術館』の開発が終了したばかりの頃のインディーズゼロに見てもらうと同じく反響を呼び、開発が決定した。
試作品の内容はお題が100以上があり、『ドンキーコング』から『ゼルダの伝説』まで選ばれている。理由はルール説明が少なく、ユーザーに分かりやすい点である。

## お題収録タイトル
いずれも原作の一部シーンのみを切り出した状態でのプレイとなる。

### ファミコンリミックス
- スーパーマリオブラザーズ
- ゼルダの伝説
- ドンキーコング
- マリオブラザーズ
- バルーンファイト
- エキサイトバイク
- アイスクライマー
- ゴルフ

- クルクルランド
- レッキングクルー
- ドンキーコングJR.
- ピンボール
- ドンキーコング3
- ベースボール
- アーバンチャンピオン
- テニス

### ファミコンリミックス2
- スーパーマリオブラザーズ2
- メトロイド
- 光神話 パルテナの鏡
- リンクの冒険
- パンチアウト!!
- アイスホッケー

- スーパーマリオブラザーズ3
- ドクターマリオ
- マリオオープンゴルフ
- スーパーマリオUSA
- 星のカービィ 夢の泉の物語
- ワリオの森

### ファミコンリミックス ベストチョイス
- スーパーマリオブラザーズ
- スーパーマリオブラザーズ3
- ドクターマリオ
- 星のカービィ 夢の泉の物語
- ドンキーコング
- エキサイトバイク
- ゼルダの伝説
- マリオブラザーズ

- バルーンファイト
- パンチアウト!!
- スーパーマリオブラザーズ2
- メトロイド
- 光神話 パルテナの鏡
- リンクの冒険
- スーパーマリオUSA
- ドンキーコングJR.